# بوری درکاخ
بوری درکاخ (اوکراینی: Борис Юрійович Деркач؛ ۱۴ ژانویهٔ ۱۹۶۴ – ۱۸ مهٔ ۲۰۱۹) بازیکن فوتبال اهل اتحاد جماهیر شوروی سوسیالیستی بود.
از باشگاه‌هایی که در آن بازی کرده‌است می‌توان به باشگاه فوتبال زسکا مسکو، باشگاه فوتبال متالیست خارکوف، باشگاه فوتبال بورسااسپور، باشگاه فوتبال دینامو کی‌یف، و باشگاه فوتبال لفسکی صوفیه اشاره کرد.